# Celtis vandervoetiana
Celtis vandervoetiana är en hampväxtart som beskrevs av Camillo Karl Schneider. Celtis vandervoetiana ingår i släktet Celtis och familjen hampväxter. Inga underarter finns listade i Catalogue of Life.